# Caenorhabditis elegans
Caenorhabditis elegans (/ˌsiːnoʊræbˈdaɪtəs ˈɛləɡænz/) là một loài giun tròn sống tự do (không ký sinh), trong suốt, chiều dài khoảng 1 mm sống trong môi trường đất ôn đới. Tên khoa học của nó là một sự pha trộn của tiếng Hy Lạp (caeno- gần đây, rhabditis - giống que) và tiếng Latin (elegans - thanh lịch). Năm 1900, Maupas ban đầu đặt tên cho nó là Rhabditides elegans, Osche đặt nó trong phân chi Caenorhabditis vào năm 1952, và Dougherty đưa nó lên đơn vị chi vào năm 1995.
Năm 1974, Sydney Brenner đã bắt đầu nghiên cứu về phân tử và sinh học phát triển của C. elegans, mà từ đó nó đã được sử dụng rộng rãi như một sinh vật mô hình.

## Giải phẫu

Chuyển động của loại C. elegans hoang dã

C. elegans có cơ thể không phân đốt, hình giun và đối xứng hai bên. Nó có một lớp biểu bì, bốn dây biểu bì chính và một pseudocoelom chứa đầy chất lỏng (khoang cơ thể). Chúng cũng có một số các hệ thống cơ quan tương tự như động vật lớn. Hầu như tất cả các cá thể C. elegans là con cái lưỡng tính và có một thiểu số nhỏ, khoảng một trên một ngàn, con đực thật sự. Giải phẫu cơ bản của C. elegans bao gồm miệng, họng, ruột, tuyến sinh dục, và biểu bì collagen. Con đực có một tuyến sinh dục đơn thùy, một ống dẫn tinh, và một cái đuôi chuyên cho giao phối, trong đó kết hợp với gai nhỏ. Con lưỡng tính có hai buồng trứng, ống dẫn trứng, túi nhận tinh, và một tử cung đơn.

## Sinh thái
Khác với các loài Caenorhabditis chiếm các môi trường dinh dưỡng và vi khuẩn phong phú. Caenorhabditis elegans ăn các vi khuẩn phát triển trong các vật chất hữu cơ. Đất thiếu chất hữu cơ, đủ để hỗ trợ chúng. C. elegans có thể tồn tại trên một chế độ ăn uống một loạt nhiều loại vi khuẩn, nhưng hệ sinh thái tự nhiên của nó chưa được biết đến. Hầu hết các chủng phòng thí nghiệm được lấy từ môi trường nhân tạo như vườn hay phân. Gần đây hơn, C. elegans đã được tìm thấy phát triển mạnh trong các loại chất hữu cơ, đặc biệt là trái cây chín nẫu. Động vật không xương sống như cuốn chiếu, côn trùng, chân đều và chân bụng thể vận chuyển ấu trùng Dauer (ấu trùng của nhiều loài giun tròn), đến các địa điểm thích hợp khác nhau. Ấu trùng cũng đã được phát hiện ăn vật chủ của chúng khi vật chủ chết.